# Guy Carlton
Guy Albert Carlton (Amherst, 16 gennaio 1954 – Arrowsmith, 11 maggio 2001) è stato un sollevatore statunitense medagliato olimpico che ha gareggiato nelle categorie dei pesi massimi primi (fino a 100 kg.) e dei pesi massimi (fino a 110 kg.).

## Biografia
Guy Carlton vinse la medaglia d'argento nella categoria dei pesi massimi primi ai Giochi Panamericani di San Juan 1979 e due titoli nazionali statunitensi (nel 1981 e nel 1984) nella categoria dei pesi massimi.
Partecipò alle Olimpiadi di Los Angeles 1984, dove vinse la medaglia di bronzo dei pesi massimi con 377,5 kg. nel totale, alle spalle dell'italiano Norberto Oberburger (390 kg.) e del rumeno Ștefan Tașnadi (380 kg.). In quell'anno la competizione olimpica di sollevamento pesi era valida anche come Campionato mondiale.
Il giorno 11 maggio 2001 Guy Carlton fu trovato morto nella sua casa in Illinois per ferite da arma da fuoco. Le evidenze e le testimonianze raccolte indussero gli inquirenti ad archiviare il caso come suicidio.